# Te Goeder Trouw (Swolgen)
Te Goeder Trouw, was een windkorenmolen in Swolgen.

## Geschiedenis
In 1827 vroeg molenaar Gerardus Aerts toestemming om zijn uit 1778 stammende molen vanuit Mook te verplaatsen naar Sevenum. Uiteindelijk ging Sevenum niet door en werd de molen omstreeks 1833 in Swolgen herbouwd. Als locatie werd het Kerkveld gekozen, aan de weg naar Tienray. De molen bleef tot 1902 in het bezit van de familie Aerts, waarna het bij een openbare verkoop werd verkocht aan de Gebroeders Geurts. In 1924 werd de molen verkocht aan de Vortum-Mullemse molenaar A. Gerrits. 
Tijdens de Tweede Wereldoorlog werd de molen op 28 oktober 1944 door de terugtrekkende Duitsers in brand gestoken en brandde geheel af.
Vandaag de dag herinneren in Swolgen de Molenstraat, Molenweg en Molenzijweg nog aan het bestaan van de molen.